# ジョン・フリーク (初代準男爵)
初代準男爵サー・ジョン・フリーク（Sir John Freke, 1st Baronet、出生名ジョン・エヴァンス（John Evans）、1744年 – 1777年3月20日）は、アイルランド王国の政治家。アイルランド庶民院議員、ウェックスフォード県長官を務めた。

## 生涯
ジョン・エヴァンス閣下（Hon. John Evans、1758年没、初代カーベリー男爵ジョージ・エヴァンスの四男）と妻グレース（初代準男爵サー・ラルフ・フリークの娘）の次男として、1744年に生まれた。
1764年4月13日、母が兄弟にあたる第3代準男爵サー・ジョン・フリークの遺産相続人になった。ジョン・エヴァンスは1765年6月までに母の旧姓であるフリークを名乗るようになり、1766年6月7日の議会立法で正式に姓を改めた。1768年7月15日、準男爵に叙された。1769年には兄ジョージの死去に伴いその遺産を相続した。
1768年から1777年に死去するまでバルティモア選挙区選出のアイルランド庶民院議員を務め、1774年にウェックスフォード県長官を務めた。
1777年3月20日に死去、長男ジョンが準男爵位を継承した。

## 家族
1765年6月15日、エリザベス・ゴア（Elizabeth Gore、1776年9月没、初代アラン伯爵アーサー・ゴアの次女）と結婚、3男1女をもうけた。
- ジョン（1765年11月11日 – 1845年5月12日） - 第2代準男爵、第6代カーベリー男爵[1]
- ジョージ（1772年7月 – 1829年6月19日） - 1806年1月21日、スーザン・ワトソン（Susan Watson、1828年10月没、ヘンリー・ワトソンの娘、第4代カーベリー男爵ジョージ・エヴァンスの未亡人）と結婚[3]
- パーシー（1774年4月 – 1844年9月9日） - 1797年、ドロシア・ハーヴィー（Dorothea Harvey、1835年3月26日没、聖職者クリストファー・ハーヴィーの娘）と結婚、子供あり。第7代カーベリー男爵ジョージ・エヴァンス＝フリークの父[3]
- ジェーン・グレース（1827年12月31日没） - 1795年6月4日、第7代準男爵サー・フェントン・エイルマーと結婚、子供あり[3]